# Samira Rathod
Samira Rathod (bengalisch: সামিরা রাঠোর; geboren 1963 als Samira Mehta) ist eine indische Architektin, Möbeldesignerin, Schriftstellerin und Hochschullehrerin. Sie ist Gründerin und Leiterin des Samira Rathod Design Atelier (SRDA).

## Leben
Samira Rathod erwarb 1986 ihren Bachelor in Architektur am Sir J. J. College of Architecture der Universität Mumbai. 1987 erwarb sie den Master in Architektur an der University of Illinois at Urbana-Champaign in den Vereinigten Staaten von Amerika. Nach dem Studium arbeitete Rathod für das kalifornische Architekturbüro Don Wald and Associates in verschiedenen Projekten, unter anderem einem für Clint Eastwood. Zurück in Indien arbeitete sie von 1991 bis 1995 für Ratan J. Batliboi Architects in Mumbai und gründete 1995 ihre eigene Partnerschaftsgesellschaft namens RLC. Ihre Möbel-Ausstellung „Liasons de Formes“  brachte ihr 1996 öffentliche Anerkennung in Indien.
Im Jahr 2000 gründete sie das Architekturbüro Samira Rathod Design Associates (SRDA) und erwarb sich gleich mit dem Karjat-Haus Renommee in Indien. Der Stil von Samira Rathod zeichnet sich durch verspielte Formen und eklektische Designs aus. Innen- und Außenräume werden bei der Planung konsequent aufeinander abgestimmt.
Ein Jahr lang hatte Rahod eine Kolumne in der Zeitschrift Design Today. Im Jahr 2008 gründete sie Spade, eine halbjährlich erscheinende Zeitschrift, die ein Forum für Innenarchitekten und Designer bietet. Als Tochter von Spade rief Rathod die eher wissenschaftlich orientierte Zeitschrift Sircle ins Leben, in der Studien Designtheorien und Lösungsansätze für Nachhaltigkeit, Wasser- und Lichtmanagement veröffentlicht werden.
Rathod war von 2004 bis 2011 Lehrbeauftragte am Kamla Raheja Vidyanidhi Institute for Architecture and Environmental Studies (KRVIA) in Mumbai. Danach gründete sie The Spade School, wo ein ganzheitlicher Ansatz von Architektur verfolgt wird. Damit veranstaltet die Zeitschrift auch Seminare, Vorträge, Filme und Schriften zum Thema Design unter Mitarbeit von renommierten indischen Architekten, Landschaftsarchitekten, Künstlern und Filmemachern.

## Designphilosophie
Rathod ist beeinflusst von der Postmoderne, hat teilweise auch dekonstruktivistische Ansätze und entwickelt bei ihren Projekten sinnliche und unkonventionelle Ideen. Für den Entwurf nutzt sie intensiv Zeichnungen und Modelle, um etwa Lichteinfall und Raumgestaltung nachzuempfinden. Sie setzt traditionelles Handwerk nicht zur reinen Verschönerung, sondern als Gestaltungselement ein und orientiert sich an der zeitgenössischen indischen Ästhetik. In ihren Entwürfen spielt sie mit lichtundurchlässigen und transparenten Oberflächen. Zusammengefasst werden kann ihre Herangehensweise in dem Akronym BLIRS (von Beautiful, Local, Indigenous, Recycle, Small), sie möchte also ansprechendes Design realisieren, mit lokalen und nachhaltigen Ressourcen, mit historischen Bezügen und nicht überdimensioniert.

## Ausstellungen
2018 gestaltete Rathod die Ausstellung „A Wall as a Room“ über zeitgenössische Architektur im Jawahar Kala Kendra in Jaipur. Im selben Jahr startete die Wanderausstellung „The Death of Architecture circa 2000“, an der 13 führende indische Architekten teilnahmen und in der Rathod unter dem Titel „In the Presence of Absence“ eine fast verlassene Stadt in der Nähe von Vadodara in Gujarat erkundete.

## Preise (Auswahl)
Neben zahlreichen indischen Preisen bekam Rathod folgende international relevante Preise:
- 2000: Gewinner-Trophäe des indischen Habitat-Preises in der Kategorie Einzelhäuser für das Karjat-Haus.[11]
- 2015: Lobende Erwähnung beim ArcVision Prize – Frauen und Architektur der Italcementi-Gruppe[2][12][13]

Vor allem durch die Erweiterung der Bhadran-Schule erweckte Rathod internationale Aufmerksamkeit. So wird ihre innovative und nachhaltige Designtätigkeit inzwischen von den amerikanischen Architekturzeitschriften wie ArchDaily, dezeen, Architizer oder Architecture & Design beobachtet. 2023 kam sie bei dezeen auf die Shortlist als Architect of the year. Auch die deutsche Zeitschrift BauNetz veröffentlichte einen Artikel über das House of Concret Experiments (Haus der Beton-Experimente), dem virtuosen Einsatz von unterschiedlichen Baumaterialien und dem gleichzeitig nachhaltigen Konzept. Auch der italienischen Zeitschrift domus schrieb einen Artikel über ihr Projekt House of Concret Experiments.

## Projekte (Auswahl)
Samira Rathod plante Wohngebäude, Büros, Schulen oder Fabriken in Indien.
- 2000: Karjat-Haus, Bauernhaus, Karjat, Mumbai, Maharashtra[17]
- 2006: Mariwala-Haus, Alibag, Maharashtra[18]
- 2009: Broacha-Haus, Alibag, Maharashtra[19]
- 2012: Kunstgalerie, Baroda, Gujarat[20]
- 2016: Delux Bearing factory, Fabrik für Kugellager, Surendra Nagar, Gujarat[21]
- 2017: Shadow House (Das Schattenhaus), Mumbai, Maharashtra[22][23]
- 2018: Verwaltungsgebäude des Einzelhändlers Hometown, Mumbai, Maharashtra[24]
- 2019: Bhadran-Schule oder School of Dancing Arches (Schule der tanzenden Bögen; mit asymmetrischen Bogengängen), Bhadran, Gujarat[25][26][27]
- 2022: One Tree Hill Community Hall, Hosur, Tamil Nadu[28]
- 2022: House of Concrete Experiments, Alibag, Maharashtra[29]
- 2022: Cool House, Bharuch, Gujarat[30]
- 2023: The Container, Pavillon für die Kochi Muziris Biennale, Fort Kochi, Kochi, Kerala[31]

## Veröffentlichungen
- Samira Rathod, Museum of Trees (2018): a documentation of the 3000 trees of the Byculla Zoo in Mumbai.[32]